# Kwaadwillige belemmering van het verkeer
Kwaadwillige belemmering van het verkeer (Frans: entrave méchante à la circulation) is een misdrijf naar Belgisch strafrecht dat het verkeer over de weg, op het spoor, op de binnenwateren en op zee beschermt tegen opzettelijk hinderen. Het misdrijf is opgenomen in artikel 406 van het Strafwetboek.

## Delictsomschrijving
Er zijn drie misdrijven die kwaadwillige verkeersbelemmering uitmaken. De eerste twee zijn algemeen en beschermen elk gebruik van vervoermiddelen. Het derde heeft alleen betrekking op het spoorverkeer. De zwaarste straf – opsluiting van vijf tot tien jaar – staat op het verrichten van een aanslag op verkeersinfrastructuur of van andere handelingen die gevaarlijk kunnen zijn of ongevallen veroorzaken. Op andere belemmeringen door middel van een voorwerp staat een gevangenisstraf van acht dagen tot drie maanden.
Voor de vereiste kwaadwilligheid (dolus malus) volstaat het dat de belemmering van het verkeer opzettelijk gebeurt. De gevaarlijkheid wordt afzonderlijk beoordeeld en moet niet noodzakelijk de bedoeling zijn geweest.
Het gaat om een voortdurend en niet om een aflopend misdrijf: niet alleen het opwerpen van de versperring, maar ook het instandhouden van de blokkade is strafbaar zolang deze niet is opgeheven.

## Wetsgeschiedenis
Het misdrijf was aanwezig in het Strafwetboek van 1867, maar enkel met betrekking tot het spoorverkeer. In 1963 werd de strafbaarstelling uitgebreid naar weg- en waterverkeer. In 2018 werd verval van het recht tot sturen als straf toegevoegd.

## Toepassingen
Sinds 2016 is herhaaldelijk geoordeeld dat het stakingsrecht geen afbreuk doet aan de strafbaarheid van verkeersbelemmeringen. Dat jaar werd de voorzitter van een Antwerpse vakbondscentrale veroordeeld in verband met een wegblokkade in de haven van Antwerpen.
In 2020 zijn zeventien vakbondsleden van het ABVV, onder wie voorzitter Thierry Bodson, veroordeeld tot voorwaardelijke straffen wegens kwaadwillige belemmering van het verkeer. Ze hadden tijdens een staking driehonderd manifestanten gesteund die een blokkade van de E40 in Cheratte hadden opgeworpen, waarbij een viaduct werd beschadigd en een chirurg was ingereden op de ontstane file, met als gevolg dat hij een uur te laat in de operatiezaal was en een patiënt overleed.
In 2021 kreeg de chauffeur van de bestelwagen waarin de kleuter Mawda Shawri de dood vond door een politiekogel, vier jaar cel voor kwaadwillige belemmering van het verkeer. Hij had de politieachtervolging gehinderd door gevaarlijke manoeuvers.

## Voetnoten
1. ↑  Cass. 23 maart 2022, P.21.1500.F (Juportal). Gearchiveerd op 5 september 2023.
2. ↑  De strafzaak Bruno Verlaeckt: een gevaarlijk precedent, Samenleving & Politiek, 2019, nr. 3, p. 67-71. Gearchiveerd op 5 september 2023.
3. ↑  Voorzitter ABVV veroordeeld voor kwaadwillige belemmering verkeer na dood patiënte, De Standaard, 24 november 2020. Gearchiveerd op 5 september 2023.